# Larry Knechtel
Lawrence William Knetchtel, detto Larry (Bell, 4 agosto 1940 – Yakima, 20 agosto 2009), è stato un musicista e polistrumentista statunitense prevalentemente conosciuto per aver militato nei Bread e nella Partridge Family Band.

## Carriera
Nacque il 4 agosto 1940 a Bell. Principalmente attivo come tastierista e bassista, è conosciuto come membro della The Wrecking Crew, un gruppo di turnisti con base a Los Angeles che ha collaborato con artisti come Simon & Garfunkel, The Mamas & the Papas, The Monkees, The Doors e Elvis Presley, The Beach Boys.
Knechtel ha fatto parte anche del gruppo Bread attivo tra gli anni '60 e '70.
Ha pubblicato degli album collaborativi con Lalo Schifrin, Chet Baker e Brian Wilson.